# Karl Stern (Mediziner, 1906)
Karl Stern (* 8. April 1906 in Cham/Oberpfalz, Bayern, Deutschland; † 7. November 1975 in Montreal, Québec, Kanada) war ein deutsch-kanadischer Psychiater und Neurologe. Er trat auch als Autor zu grundlegenden Themen der Psychiatrie, Philosophie und Religion in Erscheinung.

## Leben
Karl Stern war ein Sohn des Textilhändlers Adolf Stern und der Ida Rosenbaum. Sein jüdisches Elternhaus war eher von religiöser Toleranz, Liberalismus und Agnostizismus geprägt. 1920, während seiner Jugendzeit, zählte sein Geburtsort, die oberpfälzische Salzhandelsstadt Cham, bei 4500 Einwohnern 81 Personen jüdischer Abstammung, die vor allem im Handel tätig waren.
Im Alter von zehn Jahren kam Stern für ein Jahr an das humanistische Gymnasium nach Weiden, wo er im Hause eines jüdischen Lehrers wohnte. Die restlichen Schuljahre verbrachte er in München, wo er 1925 die Abiturprüfung ablegte. Stern studierte daraufhin Medizin in München, Berlin und Frankfurt. Als Assistenzarzt arbeitete er von 1931 bis 1932 bei Professor Franz Volhard an der Universitätsklinik in Frankfurt. Im Anschluss daran absolvierte er bei Walther Spielmeyer an der Deutschen Forschungsanstalt für Psychiatrie in München ein Aufbaustudium in Psychiatrie und Neurologie. Dieses wurde unterbrochen durch eine Miliartuberkulose.
In den Jahren 1935/1936 emigrierte er nach England, wo er eine Aufgabe in einem staatlichen Spital für Nervenleiden übernehmen konnte und sich für jüdische Flüchtlinge aus Deutschland einsetzte. Im Juni 1939 übersiedelte er mit der Familie nach Montreal in Kanada. Bei Wilder Penfield (1891–1976), den er 1931 während einer Lehrtätigkeit in Nordamerika kennengelernt hatte, konnte er als Forscher in der Neuropathologie einsteigen. Dann war er beim Psychiater D. Ewan Cameron (1901–1967) tätig. Ab 1943, als das Allan Memorial Institute (AMI) als erste geriatrische Klinik Kanadas eröffnet wurde, begann er dort zu arbeiten, und wurde Chefarzt am St. Mary’s Hospital. Gleichzeitig wurde er Assistenzprofessor für Psychiatrie und Neuropathologie an der McGill University in Montreal. In den 1950er Jahren wurde er als Professor für klinische Psychiatrie an der neuen Medizinischen Fakultät in Ottawa berufen. Victorain Voyer (1917–1975) unterstützte ihn dort, um ein Schulungszentrum für Psychopathologie und klinische Psychiatrie einzurichten, das ab 1961 ans Ottawa Mental Health Centre angegliedert wurde. Stern hatte sowohl psychoanalytische Trainings als auch psychosoziale Forschungsprojekte vorangetrieben, obwohl er sich zunehmend von den Einflüssen Sigmund Freuds entfernt hatte.
In seiner autobiografischen Schrift von 1951 „Die Feuerwolke“ beschreibt Stern unter anderem wie die NS-Ideologie am Münchner Institut ab 1933 immer mehr um sich griff und sich auch in seiner Heimatstadt Cham zeigte. Ebenso enthält sie religiös-philosophische Betrachtungen, die ihn im Jahr 1943 vom marxistischen Zionisten zum Katholiken werden ließen. Er ließ sich in einer franziskanischen Kirche im Dezember 1943 taufen. Seine Frau, die als Lutheranerin aufgewachsen war, nahm auch den katholischen Glauben an.

## Familie
Karl Stern war verheiratet mit Liselotte von Baeyer, eine Tochter von Hans Ritter von Baeyer, sie hatten drei Kinder.

## Ehrungen
- In Cham erinnert die „Dr.-Karl-Stern-Straße“ in der Nähe des Landratsamts an ihn.[6]
- Für sein Werk Pillar of Fire von 1951 erhielt er einen Christopher Award.[7]

## Hauptwerke

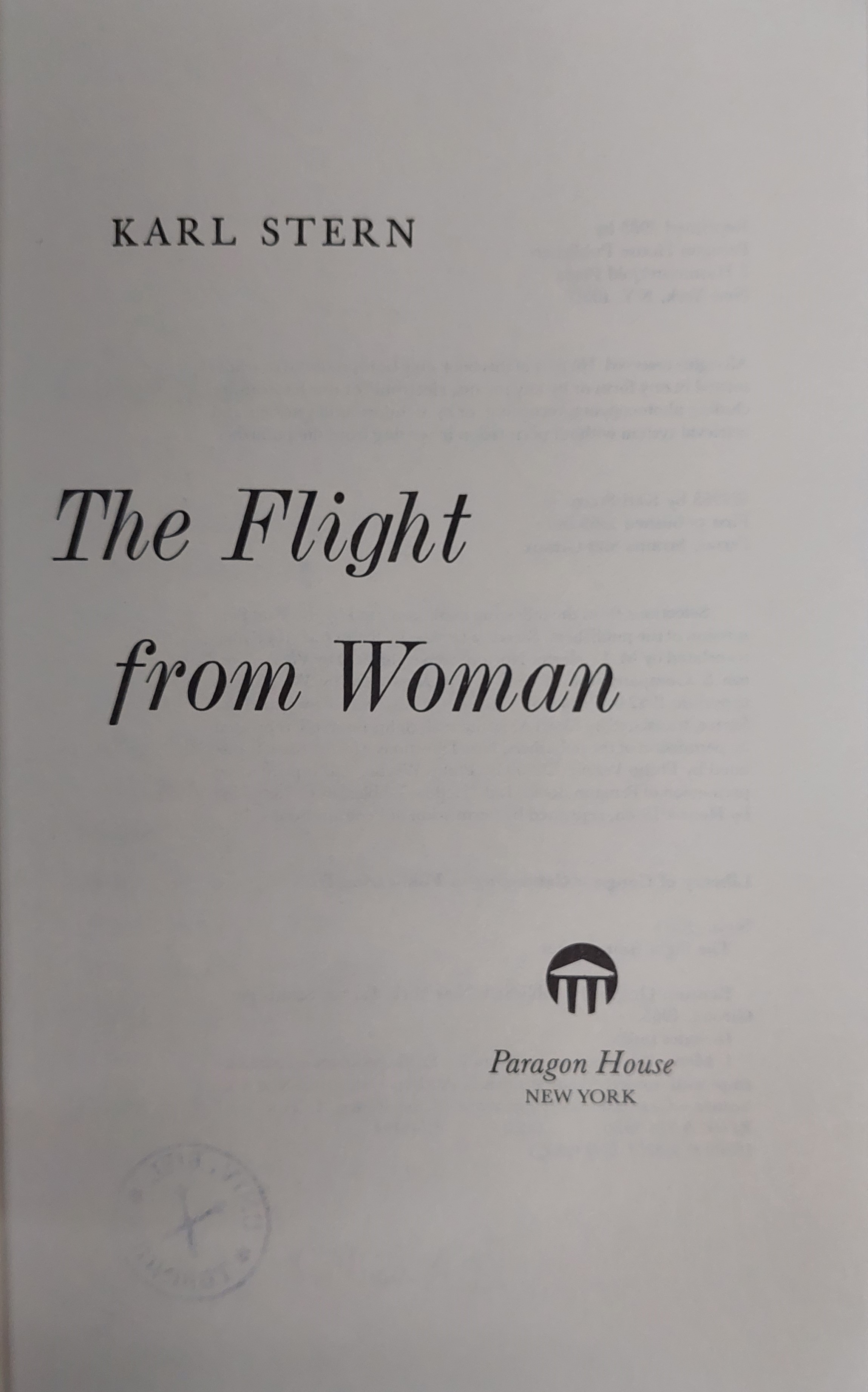
The Flight from Woman, Neuausgabe 1985

- Pillar of Fire, Harcourt, Brace, New York 1951.
  - Die Feuerwolke, Übersetzung: Elisabeth Mayer. Salzburg: Otto Müller 1954.
- The third Revolution, 1954.
  - Die dritte Revolution: Psychiatrie und Religion, Übersetzung: Herbert Wolff. Salzburg: Otto Müller 1956.
- The flight from woman, New York 1965.
  - Die Flucht vor dem Weibe: Zur Pathologie des Zeitgeistes, Übersetzung: Otto Lause. Salzburg: Otto Müller 1968.